# Première circonscription de l'Ariège
La première circonscription de l'Ariège est l'une des deux circonscriptions législatives françaises que compte le département de l'Ariège (09) situé en région Occitanie.

## Description géographique et démographique

### De 1958 à 1986
La première circonscription de l'Ariège était composée de :
- Canton d'Ax-les-Thermes
- Canton de la Bastide-de-Sérou
- Canton des Cabannes
- Canton de Foix
- Canton de Lavelanet
- Canton de Mirepoix
- Canton de Quérigut
- Canton de Tarascon-sur-Ariège
- Canton de Varilhes
- Canton de Vicdessos

### Depuis 1988
La première circonscription de l'Ariège est délimitée par le découpage électoral de la loi no 86-1197 du 24 novembre 1986
, elle regroupe les divisions administratives suivantes :
- Canton d'Ax-les-Thermes,
- Canton de la Bastide-de-Sérou,
- Canton des Cabannes,
- Canton de Castillon-en-Couserans,
- Canton de Foix-Rural,
- Canton de Foix-Ville,
- Canton de Lavelanet,
- Canton de Massat,
- Canton d'Oust,
- Canton de Quérigut,
- Canton de Tarascon-sur-Ariège,
- Canton de Varilhes,
- Canton de Vicdessos.

La première circonscription de l'Ariège regroupe la région montagneuse et pyrénéenne du département, épousant la frontière franco-espagnole. Elle est centrée autour de la ville de Foix.
D'après le recensement général de la population en 1999, réalisé par l'Institut national de la statistique et des études économiques (INSEE), la population totale de cette circonscription est estimée à 66002 habitants,.

## Profil politique
La circonscription est ancrée à gauche et ce depuis les débuts de la troisième République en France. Durant la cinquième république les députés élus ont toujours été socialistes : Jean Durroux de 1958 à 1962, Gilbert Faure de 1962 à 1981, Augustin Bonrepaux de 1981 à 2007, Frédérique Massat de 2007 à 2017, et Martine Froger depuis 2023. L'un des objectifs politiques actuels au niveau de la circonscription est de désenclaver la région.
De manière générale, la 1re circonscription a été représentée par un député socialiste depuis 1928. Les législatives de 2017 ont mis fin à un règne socialiste sans partage de 89 ans. En effet, la 1re circonscription fut représentée de 2017 à 2023 par une députée de la gauche radicale (France insoumise) alors que cette dernière était considérée comme une forteresse imprenable. Même le raz-de-marée de droite de 1993 n'a pas réussi à faire trembler la forteresse socialiste.

## Historique des députations
| Législature | Début de mandat | Fin de mandat   | Député              | Parti politique                                 | Observations |
| ----------- | --------------- | --------------- | ------------------- | ----------------------------------------------- | --- |
| Ire         | 9 décembre 1958 | 9 octobre 1962  | Jean Durroux        | SFIO                                            | Ancien Résistant Mandat écourté à la suite d'une dissolution parlementaire décidée par Charles de Gaulle.                                                                                               |
| IIe         | 6 décembre 1962 | 2 avril 1967    | Gilbert Faure       | SFIO                                            | Maire de Mirepoix Conseiller général du canton de Mirepoix |
| IIIe        | 3 avril 1967    | 30 mai 1968     | Gilbert Faure       | Fédération de la gauche démocrate et socialiste | Maire de Mirepoix Conseiller général du canton de Mirepoix Mandat écourté à la suite d'une dissolution parlementaire décidée par Charles de Gaulle.                                                     |
| IVe         | 11 juillet 1968 | 1er avril 1973  | Gilbert Faure       | Fédération de la gauche démocrate et socialiste | Maire de Mirepoix Conseiller général du canton de Mirepoix |
| Ve          | 2 avril 1973    | 2 avril 1978    | Gilbert Faure       | PS et PRG                                       | Maire de Mirepoix Conseiller général du canton de Mirepoix |
| VIe         | 3 avril 1978    | 22 mai 1981     | Gilbert Faure       | PS                                              | Maire de Mirepoix Conseiller général du canton de Mirepoix Mandat écourté à la suite d'une dissolution parlementaire décidée par François Mitterrand.                                                   |
| VIIe        | 2 juillet 1981  | 1er avril 1986  | Augustin Bonrepaux  | PS                                              | Maire d'Orlu |
| VIIIe       | 2 avril 1986    | 14 mai 1988     | Augustin Bonrepaux  | PS                                              | Maire d'Orlu Proportionnelle par département, pas de député par circonscription. Mandat écourté à la suite d'une dissolution parlementaire décidée par François Mitterrand.                             |
| IXe         | 23 juin 1988    | 1er avril 1993  | Augustin Bonrepaux, | PS,                                             | Maire d'Orlu |
| Xe          | 2 avril 1993    | 21 avril 1997   | Augustin Bonrepaux, | PS,                                             | Maire d'Orlu Mandat écourté à la suite d'une dissolution parlementaire décidée par Jacques Chirac. |
| XIe         | 12 juin 1997    | 18 juin 2002    | Augustin Bonrepaux, | PS,                                             | Maire d'Ax-les-Thermes |
| XIIe        | 19 juin 2002    | 19 juin 2007    | Augustin Bonrepaux, | PS,                                             | Président du Conseil général de l'Ariège |
| XIIIe       | 20 juin 2007    | 19 juin 2012    | Frédérique Massat,  | PS,                                             | Conseillère régionale de Midi-Pyrénées |
| XIVe        | 20 juin 2012    | 20 juin 2017    | Frédérique Massat,  | PS,                                             | |
| XVe         | 21 juin 2017    | 21 juin 2022    | Bénédicte Taurine,  | LFI,                                            | |
| XVIe        | 22 juin 2022    | 27 janvier 2023 | Bénédicte Taurine   | LFI-NUPES                                       | L'élection du 22 juin 2022 est invalidée par le Conseil constitutionnel et reportée aux 26 mars et 2 avril 2023. Mandat écourté à la suite d'une dissolution parlementaire décidée par Emmanuel Macron. |
| XVIe        | 2 avril 2023    |                 | Martine Froger      | PS dissidente                                   | L'élection du 22 juin 2022 est invalidée par le Conseil constitutionnel et reportée aux 26 mars et 2 avril 2023. Mandat écourté à la suite d'une dissolution parlementaire décidée par Emmanuel Macron. |

## Historique des élections

### Élections de 1958
| Candidat       | Candidat         | Parti          | Premier tour | Premier tour | Second tour | Second tour |  |
| Candidat       | Candidat         | Parti          | Voix         | %            | Voix        | %           |  |
| -------------- | ---------------- | -------------- | ------------ | ------------ | ----------- | ----------- |  |
|                | Jean Durroux élu | SFIO           | 9 644        | 30,41        | 13 216      | 39,26       |  |
|                | Pierre Poumadère | PCF            | 7 028        | 22,16        | 7 680       | 22,81       |  |
|                | Maurice Byé      | CRR            | 6 037        | 19,04        | 12 695      | 37,71       |  |
|                | Fernand Delmas   | Radsoc         | 4 319        | 13,62        | Retrait     | Retrait     |  |
|                | Jean Ponsolle    | UNR            | 2 420        | 7,63         | 76          | 0,23        |  |
|                | Constant Joule   | diss. RRRS     | 1 528        | 4,82         |             |             |  |
|                | Robert Cheri     | UFF            | 735          | 2,32         |             |             |  |
|                |                  |                |              |              |             |             |  |
| Inscrits       | Inscrits         | Inscrits       | 44 885       | 100,00       | 45 231      | 100,00      |  |
| Abstentions    | Abstentions      | Abstentions    | 12 470       | 27,78        | 11 031      | 24,39       |  |
| Votants        | Votants          | Votants        | 32 415       | 72,22        | 34 200      | 75,61       |  |
| Blancs et nuls | Blancs et nuls   | Blancs et nuls | 704          | 2,17         | 533         | 1,56        |  |
| Exprimés       | Exprimés         | Exprimés       | 31 711       | 97,83        | 33 667      | 98,44       |  |

Noël Naudi, maire de Bélesta, conseiller général du canton de Lavelanet était le suppléant de Jean Durroux.

### Élections de 1962
| Candidat       | Candidat          | Parti          | Premier tour | Premier tour | Second tour | Second tour |  |
| Candidat       | Candidat          | Parti          | Voix         | %            | Voix        | %           |  |
| -------------- | ----------------- | -------------- | ------------ | ------------ | ----------- | ----------- |  |
|                | Gilbert Faure élu | SFIO           | 13 889       | 47,64        | 21 452      | 73,19       |  |
|                | Pierre Poumadère  | PCF            | 7 654        | 26,25        | Retrait     | Retrait     |  |
|                | Fernand Roques    | MRP            | 7 612        | 26,11        | 7 860       | 26,81       |  |
|                |                   |                |              |              |             |             |  |
| Inscrits       | Inscrits          | Inscrits       | 44 863       | 100,00       | 44 841      | 100,00      |  |
| Abstentions    | Abstentions       | Abstentions    | 14 592       | 32,53        | 14 274      | 31,83       |  |
| Votants        | Votants           | Votants        | 30 271       | 67,47        | 30 567      | 68,17       |  |
| Blancs et nuls | Blancs et nuls    | Blancs et nuls | 1 116        | 3,69         | 1 255       | 4,11        |  |
| Exprimés       | Exprimés          | Exprimés       | 29 155       | 96,31        | 29 312      | 95,89       |  |

Le suppléant de Gilbert Faure était Noël Naudi, instituteur en retraite.

### Élections de 1967
| Candidat       | Candidat                    | Parti          | Premier tour | Premier tour | Second tour | Second tour |  |
| Candidat       | Candidat                    | Parti          | Voix         | %            | Voix        | %           |  |
| -------------- | --------------------------- | -------------- | ------------ | ------------ | ----------- | ----------- |  |
|                | Gilbert Faure sortant réélu | SFIO (FGDS)    | 14 990       | 43,75        | 21 693      | 63          |  |
|                | François Baby               | UD-Ve          | 11 449       | 33,41        | 12 743      | 37          |  |
|                | Pierre Poumadère            | PCF            | 7 825        | 22,84        | Retrait     | Retrait     |  |
|                |                             |                |              |              |             |             |  |
| Inscrits       | Inscrits                    | Inscrits       | 45 012       | 100,00       | 45 013      | 100,00      |  |
| Abstentions    | Abstentions                 | Abstentions    | 9 824        | 21,83        | 9 691       | 21,53       |  |
| Votants        | Votants                     | Votants        | 35 188       | 78,17        | 35 322      | 78,47       |  |
| Blancs et nuls | Blancs et nuls              | Blancs et nuls | 924          | 2,63         | 886         | 2,51        |  |
| Exprimés       | Exprimés                    | Exprimés       | 34 264       | 97,37        | 34 436      | 97,49       |  |

Le suppléant de Gilbert Faure était Olivier Carol, directeur d'école honoraire, maire de Foix.

### Élections de 1968
| Candidat       | Candidat                    | Parti          | Premier tour | Premier tour | Second tour | Second tour |  |
| Candidat       | Candidat                    | Parti          | Voix         | %            | Voix        | %           |  |
| -------------- | --------------------------- | -------------- | ------------ | ------------ | ----------- | ----------- |  |
|                | François Dhomps             | UDR (URP)      | 13 472       | 39,55        | 14 886      | 43,11       |  |
|                | Gilbert Faure sortant réélu | SFIO (FGDS)    | 13 468       | 39,54        | 19 643      | 56,89       |  |
|                | Jean Miquel                 | PCF            | 7 125        | 20,92        | Retrait     | Retrait     |  |
|                |                             |                |              |              |             |             |  |
| Inscrits       | Inscrits                    | Inscrits       | 44 535       | 100,00       | 44 536      | 100,00      |  |
| Abstentions    | Abstentions                 | Abstentions    | 9 539        | 21,42        | 9 275       | 20,83       |  |
| Votants        | Votants                     | Votants        | 34 996       | 78,58        | 35 261      | 79,17       |  |
| Blancs et nuls | Blancs et nuls              | Blancs et nuls | 931          | 2,66         | 732         | 2,08        |  |
| Exprimés       | Exprimés                    | Exprimés       | 34 065       | 97,34        | 34 529      | 97,92       |  |

Le suppléant de Gilbert Faure était Olivier Carol.

### Élections de 1973
| Candidat       | Candidat                    | Parti          | Premier tour | Premier tour | Second tour | Second tour |  |
| Candidat       | Candidat                    | Parti          | Voix         | %            | Voix        | %           |  |
| -------------- | --------------------------- | -------------- | ------------ | ------------ | ----------- | ----------- |  |
|                | Gilbert Faure sortant réélu | PS (UGSD)      | 15 718       | 43,52        | 24 690      | 68,51       |  |
|                | Jean Miquel                 | PCF            | 8 350        | 23,12        | Retrait     | Retrait     |  |
|                | Guy Franco                  | UDR (URP)      | 8 020        | 22,21        | 11 348      | 31,49       |  |
|                | Pierre Salette              | Rad (MR)       | 2 536        | 7,02         |             |             |  |
|                | Henri Martraix              | Divers droite  | 1 489        | 4,12         |             |             |  |
|                |                             |                |              |              |             |             |  |
| Inscrits       | Inscrits                    | Inscrits       | 46 308       | 100,00       | 46 314      | 100,00      |  |
| Abstentions    | Abstentions                 | Abstentions    | 9 273        | 20,02        | 9 143       | 19,74       |  |
| Votants        | Votants                     | Votants        | 37 035       | 79,98        | 37 171      | 80,26       |  |
| Blancs et nuls | Blancs et nuls              | Blancs et nuls | 922          | 2,49         | 1 133       | 3,05        |  |
| Exprimés       | Exprimés                    | Exprimés       | 36 113       | 97,51        | 36 038      | 96,95       |  |

Le suppléant de Gilbert Faure était Olivier Carol.

### Élections de 1978
| Candidat       | Candidat                    | Parti          | Premier tour | Premier tour | Second tour | Second tour |  |
| Candidat       | Candidat                    | Parti          | Voix         | %            | Voix        | %           |  |
| -------------- | --------------------------- | -------------- | ------------ | ------------ | ----------- | ----------- |  |
|                | Gilbert Faure sortant réélu | PS             | 14 626       | 34,74        | 27 755      | 65,41       |  |
|                | Jean Miquel                 | PCF            | 11 510       | 27,34        | Retrait     | Retrait     |  |
|                | Jacques Llorca              | RPR            | 6 950        | 16,51        | 14 678      | 34,59       |  |
|                | Claude Nayrac               | UDF (PR)       | 6 564        | 15,59        | Retrait     | Retrait     |  |
|                | Serge Maury                 | Divers gauche  | 1 241        | 2,95         |             |             |  |
|                | Jean-Claude Cazaux          | LO             | 886          | 2,1          |             |             |  |
|                | Pierre Fournié              | CNIP           | 330          | 0,78         |             |             |  |
|                |                             |                |              |              |             |             |  |
| Inscrits       | Inscrits                    | Inscrits       | 51 736       | 100,00       | 51 735      | 100,00      |  |
| Abstentions    | Abstentions                 | Abstentions    | 8 690        | 16,8         | 8 016       | 15,49       |  |
| Votants        | Votants                     | Votants        | 43 046       | 83,2         | 43 719      | 84,51       |  |
| Blancs et nuls | Blancs et nuls              | Blancs et nuls | 939          | 2,18         | 1 286       | 2,94        |  |
| Exprimés       | Exprimés                    | Exprimés       | 42 107       | 97,82        | 42 433      | 97,06       |  |

Le suppléant de Gilbert Faure était Jean-Michel Caux, professeur de Français à Lavelanet.

### Élections de 1981
|                | Augustin Bonrepaux élu | PS             | 18 662 | 50,04  |  |  |  |
|                | Jacques Llorca         | RPR (UNM)      | 9 796  | 26,27  |  |  |  |
|                | Jean Miquel            | PCF            | 8 837  | 23,69  |  |  |  |
|                |                        |                |        |        |  |  |  |
| Inscrits       | Inscrits               | Inscrits       | 52 794 | 100,00 |  |  |  |
| Abstentions    | Abstentions            | Abstentions    | 14 782 | 28     |  |  |  |
| Votants        | Votants                | Votants        | 38 012 | 72     |  |  |  |
| Blancs et nuls | Blancs et nuls         | Blancs et nuls | 717    | 1,89   |  |  |  |
| Exprimés       | Exprimés               | Exprimés       | 37 295 | 98,11  |  |  |  |

Guy Destrem, instituteur, maire de Serres-sur-Arget était le suppléant d'Augustin Bonrepaux.

### Élections de 1988
|                | Augustin Bonrepaux sortant réélu | PS             | 21 616 | 59,75  |  |  |  |
|                | Jean-Pierre Tireau               | RPR (URC)      | 7 940  | 21,95  |  |  |  |
|                | Jean Laille                      | PCF            | 4 352  | 12,03  |  |  |  |
|                | Gabriel Callioni                 | FN             | 2 268  | 6,27   |  |  |  |
|                |                                  |                |        |        |  |  |  |
| Inscrits       | Inscrits                         | Inscrits       | 53 356 | 100,00 |  |  |  |
| Abstentions    | Abstentions                      | Abstentions    | 16 267 | 30,49  |  |  |  |
| Votants        | Votants                          | Votants        | 37 089 | 69,51  |  |  |  |
| Blancs et nuls | Blancs et nuls                   | Blancs et nuls | 913    | 2,46   |  |  |  |
| Exprimés       | Exprimés                         | Exprimés       | 36 176 | 97,54  |  |  |  |

Guy Destrem était le suppléant d'Augustin Bonrepaux.

### Élections de 1993
| Candidat       | Candidat                         | Parti          | Premier tour | Premier tour | Second tour | Second tour |  |
| Candidat       | Candidat                         | Parti          | Voix         | %            | Voix        | %           |  |
| -------------- | -------------------------------- | -------------- | ------------ | ------------ | ----------- | ----------- |  |
|                | Augustin Bonrepaux sortant réélu | PS (ADFP)      | 14 022       | 39,19        | 20 145      | 56,84       |  |
|                | Henri-René Garaud                | CNIP (UPF)     | 10 759       | 30,07        | 15 299      | 43,16       |  |
|                | Lyliane Cassan                   | PCF            | 4 223        | 11,8         |             |             |  |
|                | Georges Mesplie                  | FN             | 3 051        | 8,53         |             |             |  |
|                | Françoise Matricon               | Les Verts (EÉ) | 2 566        | 7,17         |             |             |  |
|                | Didier Soulet                    | LT-LNÉ         | 1 000        | 2,8          |             |             |  |
|                | Henri Canal                      | Divers         | 157          | 0,44         |             |             |  |
|                |                                  |                |              |              |             |             |  |
| Inscrits       | Inscrits                         | Inscrits       | 54 750       | 100,00       | 54 746      | 100,00      |  |
| Abstentions    | Abstentions                      | Abstentions    | 14 834       | 27,09        | 12 575      | 22,97       |  |
| Votants        | Votants                          | Votants        | 39 916       | 72,91        | 42 171      | 77,03       |  |
| Blancs et nuls | Blancs et nuls                   | Blancs et nuls | 4 138        | 10,37        | 6 727       | 15,95       |  |
| Exprimés       | Exprimés                         | Exprimés       | 35 778       | 89,63        | 35 444      | 84,05       |  |

Guy Destrem était le suppléant d'Augustin Bonrepaux.

### Élections de 1997
| Candidat       | Candidat                         | Parti          | Premier tour | Premier tour | Second tour | Second tour |  |
| Candidat       | Candidat                         | Parti          | Voix         | %            | Voix        | %           |  |
| -------------- | -------------------------------- | -------------- | ------------ | ------------ | ----------- | ----------- |  |
|                | Augustin Bonrepaux sortant réélu | PS             | 15 729       | 44,48        | 24 185      | 69,9        |  |
|                | Henri de Tappie                  | RPR            | 6 621        | 18,72        | 10 412      | 30,1        |  |
|                | Lyliane Cassan                   | PCF            | 4 323        | 12,22        |             |             |  |
|                | Georges Mesplie                  | FN             | 3 523        | 9,96         |             |             |  |
|                | Françoise Matricon               | Les Verts      | 1 710        | 4,84         |             |             |  |
|                | Didier Soulet                    | LO             | 928          | 2,62         |             |             |  |
|                | Jean Darnaud                     | CNIP (LDI)     | 806          | 2,28         |             |             |  |
|                | Jean-Luc Torrecillas             | US4J           | 645          | 1,82         |             |             |  |
|                | Gisèle Garaud                    | LT-LNÉ         | 612          | 1,73         |             |             |  |
|                | Serge Gerbaudi                   | IR             | 346          | 0,98         |             |             |  |
|                | Jean-Jacques Graulle             | Divers gauche  | 122          | 0,34         |             |             |  |
|                |                                  |                |              |              |             |             |  |
| Inscrits       | Inscrits                         | Inscrits       | 52 399       | 100,00       | 52 387      | 100,00      |  |
| Abstentions    | Abstentions                      | Abstentions    | 14 994       | 28,62        | 14 972      | 28,58       |  |
| Votants        | Votants                          | Votants        | 37 405       | 71,38        | 37 415      | 71,42       |  |
| Blancs et nuls | Blancs et nuls                   | Blancs et nuls | 2 040        | 5,45         | 2 818       | 7,53        |  |
| Exprimés       | Exprimés                         | Exprimés       | 35 365       | 94,55        | 34 597      | 92,47       |  |

Guy Destrem était le suppléant d'Augustin Bonrepaux.

### Élections de 2002
| Candidat       | Candidat                         | Parti          | Premier tour | Premier tour | Second tour | Second tour |  |
| Candidat       | Candidat                         | Parti          | Voix         | %            | Voix        | %           |  |
| -------------- | -------------------------------- | -------------- | ------------ | ------------ | ----------- | ----------- |  |
|                | Augustin Bonrepaux sortant réélu | PS             | 15 373       | 43,27        | 20 496      | 66,57       |  |
|                | Yves Maris                       | UMP            | 5 502        | 15,49        | 10 294      | 33,43       |  |
|                | Georges Mesplie                  | FN             | 3 085        | 8,68         |             |             |  |
|                | André Metge                      | CPNT           | 2 548        | 7,17         |             |             |  |
|                | Lyliane Cassan                   | PCF            | 2 269        | 6,39         |             |             |  |
|                | Bernard Voegeli                  | Les Verts      | 1 458        | 4,1          |             |             |  |
|                | Jacques Carol                    | Divers gauche  | 1 431        | 4,03         |             |             |  |
|                | Michèle Cassan                   | LCR            | 1 018        | 2,87         |             |             |  |
|                | Jean Darnaud                     | MPF            | 987          | 2,78         |             |             |  |
|                | Roland Larivière                 | Divers         | 394          | 1,11         |             |             |  |
|                | Edwige Dreyer                    | CNIP           | 313          | 0,88         |             |             |  |
|                | Didier Soulet                    | LO             | 307          | 0,86         |             |             |  |
|                | Dominique Fèvre                  | MNR            | 249          | 0,7          |             |             |  |
|                | Andrée Sans                      | Régionaliste   | 197          | 0,55         |             |             |  |
|                | Raymond Chaumont                 | GÉ             | 191          | 0,54         |             |             |  |
|                | Marc Estève                      | PT             | 119          | 0,33         |             |             |  |
|                | Daniel Lacroze-Marty             | Divers         | 55           | 0,15         |             |             |  |
|                | Raymond Caplin                   | Divers         | 31           | 0,09         |             |             |  |
|                |                                  |                |              |              |             |             |  |
| Inscrits       | Inscrits                         | Inscrits       | 54 069       | 100,00       | 54 069      | 100,00      |  |
| Abstentions    | Abstentions                      | Abstentions    | 17 275       | 31,95        | 20 471      | 37,86       |  |
| Votants        | Votants                          | Votants        | 36 794       | 68,05        | 33 598      | 62,14       |  |
| Blancs et nuls | Blancs et nuls                   | Blancs et nuls | 1 267        | 3,44         | 2 808       | 8,36        |  |
| Exprimés       | Exprimés                         | Exprimés       | 35 527       | 96,56        | 30 790      | 91,64       |  |

La suppléante d'Augustin Bonrepaux était Frédérique Massat, maire-adjoint de Foix.

### Élections de 2007
| Candidat       | Candidat               | Parti          | Premier tour | Premier tour | Second tour | Second tour |  |
| Candidat       | Candidat               | Parti          | Voix         | %            | Voix        | %           |  |
| -------------- | ---------------------- | -------------- | ------------ | ------------ | ----------- | ----------- |  |
|                | Frédérique Massat élue | PS             | 15 823       | 44,66        | 22 236      | 65,91       |  |
|                | Jacqueline Rouge       | UMP            | 8 614        | 24,31        | 11 500      | 34,09       |  |
|                | Lyliane Cassan         | PCF            | 2 419        | 6,83         |             |             |  |
|                | Patrick Pont           | UDF–MoDem      | 2 311        | 6,52         |             |             |  |
|                | Denis Seel             | LCR            | 1 274        | 3,6          |             |             |  |
|                | Marc Saracino          | Les Verts      | 1 174        | 3,31         |             |             |  |
|                | Jean-Luc Fernandez     | CPNT           | 1 098        | 3,1          |             |             |  |
|                | Josette Zammit         | FN             | 948          | 2,68         |             |             |  |
|                | José Serrano           | MPF            | 752          | 2,12         |             |             |  |
|                | Sylvie Grizon          | Divers         | 446          | 1,26         |             |             |  |
|                | Didier Soulet          | LO             | 243          | 0,69         |             |             |  |
|                | Thierry Cuviller       | MNR            | 168          | 0,47         |             |             |  |
|                | Véronique Bucaille     | NC             | 163          | 0,46         |             |             |  |
|                |                        |                |              |              |             |             |  |
| Inscrits       | Inscrits               | Inscrits       | 56 045       | 100,00       | 56 035      | 100,00      |  |
| Abstentions    | Abstentions            | Abstentions    | 19 551       | 34,88        | 20 502      | 36,59       |  |
| Votants        | Votants                | Votants        | 36 494       | 65,12        | 35 533      | 63,41       |  |
| Blancs et nuls | Blancs et nuls         | Blancs et nuls | 1 061        | 2,91         | 1 797       | 5,06        |  |
| Exprimés       | Exprimés               | Exprimés       | 35 433       | 97,09        | 33 736      | 94,94       |  |

Le suppléant de Frédérique Massat était Alain Duran, maire d'Arnave, professeur des écoles, conseiller général du canton de Tarascon-sur-Ariège.

### Élections de 2012
|                | Frédérique Massat sortante réélue | PS                      | 17 791 | 51,69  |  |  |  |
|                | Nicole Gérona                     | UMP                     | 5 449  | 15,83  |  |  |  |
|                | Jacques Warnke                    | SIEL (RBM) (FN)         | 3 765  | 10,94  |  |  |  |
|                | Michel Larive                     | PG (FG) (Divers gauche) | 3 744  | 10,88  |  |  |  |
|                | Pascale Aoura                     | EÉLV (PO)               | 1 907  | 5,54   |  |  |  |
|                | Joël Rausa                        | MoDem (CpF)             | 622    | 1,81   |  |  |  |
|                | Céline Bara                       | MAL                     | 544    | 1,58   |  |  |  |
|                | Solange Fontaneau                 | AÉI                     | 211    | 0,61   |  |  |  |
|                | Janine Lasserre                   | NPA                     | 205    | 0,60   |  |  |  |
|                | Gisèle Lapeyre                    | LO                      | 182    | 0,53   |  |  |  |
|                |                                   |                         |        |        |  |  |  |
| Inscrits       | Inscrits                          | Inscrits                | 56 664 | 100,00 |  |  |  |
| Abstentions    | Abstentions                       | Abstentions             | 21 488 | 37,92  |  |  |  |
| Votants        | Votants                           | Votants                 | 35 176 | 62,08  |  |  |  |
| Blancs et nuls | Blancs et nuls                    | Blancs et nuls          | 756    | 2,15   |  |  |  |
| Exprimés       | Exprimés                          | Exprimés                | 34 420 | 97,85  |  |  |  |

Le suppléant de Frédérique Massat était Alain Duran.

### Élections de 2017
|                                                                          |                                                                                      |                           |                           |                          |                          |
|                                                                          |                                                                                      | Premier tour 11 juin 2017 | Premier tour 11 juin 2017 | Second tour 18 juin 2017 | Second tour 18 juin 2017 |
|                                                                          |                                                                                      |                           |                           |                          |                          |
|                                                                          |                                                                                      | Nombre                    | % des inscrits            | Nombre                   | % des inscrits           |
| Inscrits                                                                 | Inscrits                                                                             | 56 735                    | 100,00                    | 56 730                   | 100,00                   |
| Abstentions                                                              | Abstentions                                                                          | 25 471                    | 44,89                     | 28 115                   | 49,56                    |
| Votants                                                                  | Votants                                                                              | 31 264                    | 55,11                     | 28 615                   | 50,44                    |
|                                                                          |                                                                                      |                           | % des votants             |                          | % des votants            |
| Bulletins blancs                                                         | Bulletins blancs                                                                     | 699                       | 2,24                      | 1 966                    | 6,87                     |
| Bulletins nuls                                                           | Bulletins nuls                                                                       | 329                       | 1,05                      | 1 240                    | 4,33                     |
| Suffrages exprimés                                                       | Suffrages exprimés                                                                   | 30 236                    | 96,71                     | 25 409                   | 88,80                    |
|                                                                          |                                                                                      |                           |                           |                          |                          |
| Candidat Étiquette politique (partis et alliances)                       | Candidat Étiquette politique (partis et alliances)                                   | Voix                      | % des exprimés            | Voix                     | % des exprimés           |
|                                                                          |                                                                                      |                           |                           |                          |                          |
|                                                                          | Jérôme Azema La République en marche                                                 | 9 478                     | 31,35                     | 12 633                   | 49,72                    |
|                                                                          | Bénédicte Taurine Parti communiste français diss. (La France insoumise),             | 6 125                     | 20,26                     | 12 776                   | 50,28                    |
|                                                                          | Martine Esteban Parti socialiste (Parti radical de gauche)                           | 4 093                     | 13,54                     |                          |                          |
|                                                                          | Laurence Lefort Front national                                                       | 3 618                     | 11,97                     |                          |                          |
|                                                                          | Éric Donzé DVG (Équipe au service des Ariégeois)                                     | 2 197                     | 7,27                      |                          |                          |
|                                                                          | Marie-Noëlle Samarcq Les Républicains                                                | 1 616                     | 5,34                      |                          |                          |
|                                                                          | Florence Cortès Europe Écologie Les Verts                                            | 1 275                     | 4,22                      |                          |                          |
|                                                                          | José Navarro Parti communiste français                                               | 929                       | 3,07                      |                          |                          |
|                                                                          | Jean-François Astier Écologiste (Mouvement 100 % - Alliance écologiste indépendante) | 416                       | 1,38                      |                          |                          |
|                                                                          | Robin Cassan Union populaire républicaine                                            | 258                       | 0,85                      |                          |                          |
|                                                                          | Gisèle Lapeyre Lutte ouvrière                                                        | 231                       | 0,76                      |                          |                          |
| Source : Ministère de l'Intérieur - Première circonscription de l'Ariège |                                                                                      |                           |                           |                          |                          |

Le suppléant de Bénédicte Taurine était Marcel Lopez, fonctionnaire territorial, conseiller municipal de Varilhes.

### Élections de 2022
| Résultats des élections législatives des 12 et 19 juin 2022 de la 1re circonscription de l'Ariège |                          |                          |                          |              |              |             |             |
| Candidat                                                                                          | Candidat                 | Parti et coalition       | Nuance                   | Premier tour | Premier tour | Second tour | Second tour |
| Candidat                                                                                          | Candidat                 | Parti et coalition       | Nuance                   | Voix         | %            | Voix        | %           |
|                                                                                                   | Bénédicte Taurine *      | LFI (NUPES)              | NUP                      | 10 347       | 33,12        | 14 746      | 55,31       |
|                                                                                                   | Anne-Sophie Tribout      | LREM (ENS)               | ENS                      | 6 237        | 19,96        | 11 917      | 44,69       |
|                                                                                                   | Jean-Marc Garnier        | RN                       | RN                       | 6 229        | 19,94        |             |             |
|                                                                                                   | Martine Froger           | PS, diss.                | DVG                      | 5 646        | 18,07        |             |             |
|                                                                                                   | François Jossinet        | REC                      | REC                      | 1 134        | 3,63         |             |             |
|                                                                                                   | Yannick Lomré            | LP (UPF)                 | DSV                      | 472          | 1,51         |             |             |
|                                                                                                   | Gisèle Lapeyre           | LO                       | DXG                      | 420          | 1,34         |             |             |
|                                                                                                   | Renaud Fabart            | PA                       | ECO                      | 413          | 1,32         |             |             |
|                                                                                                   | Jean-Pierre Salvat       | BO                       | REG                      | 340          | 1,09         |             |             |
|                                                                                                   | Claire Couly             | DVG (FGR)                | DVG                      | 2            | 0,01         |             |             |
| Votes valides                                                                                     | Votes valides            | Votes valides            | Votes valides            | 31 240       | 96,35        | 26 663      | 87,51       |
| Votes blancs                                                                                      | Votes blancs             | Votes blancs             | Votes blancs             | 707          | 2,18         | 2 408       | 7,90        |
| Votes nuls                                                                                        | Votes nuls               | Votes nuls               | Votes nuls               | 477          | 1,47         | 1 399       | 4,59        |
| Total                                                                                             | Total                    | Total                    | Total                    | 32 424       | 100          | 30 470      | 100         |
| Abstention                                                                                        | Abstention               | Abstention               | Abstention               | 25 041       | 43,58        | 27 002      | 46,98       |
| Inscrits / participation                                                                          | Inscrits / participation | Inscrits / participation | Inscrits / participation | 57 465       | 56,42        | 57 472      | 53,02       |

Le suppléant de Bénédicte Taurine était Gilbert Lazaroo, retraité, maire de Biert.
Cette élection est annulée en janvier 2023 par le Conseil constitutionnel, en raison d'une erreur d'aiguillage des bulletins lors du premier tour ayant entraîné une inversion des bulletins avec une autre circonscription et du faible écart de voix entre les candidats Rassemblement national et Renaissance,. L'élection se déroule les 26 mars et 2 avril 2023.

### Élection partielle de 2023
Après l'annulation par le Conseil constitutionnel, une élection partielle se tient les 26 mars et 2 avril 2023. Sur les 7 candidats en lice, 6 l'étaient déjà en juin 2022.
La section locale du Parti socialiste s'est divisée sur le soutien ou non à Martine Froger. Tandis que le premier secrétaire du PS Olivier Faure et la direction nationale soutiennent la candidate de la Nupes et membre de La France insoumise Bénédicte Taurine, le premier secrétaire délégué du parti Nicolas Mayer-Rossignol, par ailleurs maire de Rouen, a quant à lui accordé son soutien à la candidate PS dissidente, également soutenue par le PRG et la présidente de la région Occitanie Carole Delga.
| Résultats des élections législatives des 26 mars et 2 avril 2023 de la 1re circonscription de l'Ariège |                          |                          |                          |              |              |             |             |
| Candidat                                                                                               | Candidat                 | Parti et coalition       | Nuance                   | Premier tour | Premier tour | Second tour | Second tour |
| Candidat                                                                                               | Candidat                 | Parti et coalition       | Nuance                   | Voix         | %            | Voix        | %           |
| | Bénédicte Taurine*       | LFI (NUPES)              | NUP                      | 6 778        | 31,18        | 7 776       | 39,81       |
| | Martine Froger           | PS diss. (PRG)           | DVG                      | 5 742        | 26,42        | 11 758      | 60,19       |
| | Jean-Marc Garnier        | RN                       | RN                       | 5 387        | 24,78        |             |             |
| | Anne-Sophie Tribout      | LREM (ENS)               | ENS                      | 2 323        | 10,69        |             |             |
| | François-Xavier Jossinet | REC                      | REC                      | 602          | 2,77         |             |             |
| | Robert Claraco           | SE                       | SE                       | 478          | 2,20         |             |             |
| | Gisèle Lapeyre           | LO                       | DXG                      | 425          | 1,96         |             |             |
| Votes valides                                                                                          | Votes valides            | Votes valides            | Votes valides            | 22 692       | 95,96        | 19 534      | 90,06       |
| Votes blancs                                                                                           | Votes blancs             | Votes blancs             | Votes blancs             | 631          | 2,67         | 1 246       | 5,74        |
| Votes nuls                                                                                             | Votes nuls               | Votes nuls               | Votes nuls               | 324          | 1,37         | 911         | 4,20        |
| Total                                                                                                  | Total                    | Total                    | Total                    | 23 647       | 100          | 21 691      | 100         |
| Abstention                                                                                             | Abstention               | Abstention               | Abstention               | 34 618       | 60,40        | 35 584      | 62,13       |
| Inscrits / participation                                                                               | Inscrits / participation | Inscrits / participation | Inscrits / participation | 57 310       | 39,60        | 57 274      | 37,87       |

Le suppléant de Martine Froger était Jean-Pierre Sicre, agent EDF, maire de Mérens-les-Vals.

### Élections de 2024
| Candidat                 | Candidat                 | Parti et coalition       | Nuance                   | Premier tour | Premier tour |
| Candidat                 | Candidat                 | Parti et coalition       | Nuance                   | Voix         | %            |
| ------------------------ | ------------------------ | ------------------------ | ------------------------ | ------------ | ------------ |
|                          | Martine Froger           | PS                       | UG                       | 19 245       | 50,74        |
|                          | Jean-Marc Garnier        | RN                       | RN                       | 15 049       | 39,67        |
|                          | Gisèle Lapeyre           | LO                       | EXG                      | 2 756        | 7,27         |
|                          | Pascal Mascetti          | REC                      | REC                      | 881          | 2,32         |
|                          |                          |                          |                          |              |              |
| Votes valides            | Votes valides            | Votes valides            | Votes valides            | 37 931       | 92,90        |
| Votes blancs             | Votes blancs             | Votes blancs             | Votes blancs             | 1 930        | 4,73         |
| Votes nuls               | Votes nuls               | Votes nuls               | Votes nuls               | 969          | 2,37         |
| Total                    | Total                    | Total                    | Total                    | 40 830       | 100          |
| Abstention               | Abstention               | Abstention               | Abstention               | 16 586       | 28,89        |
| Inscrits / participation | Inscrits / participation | Inscrits / participation | Inscrits / participation | 57 416       | 71,11        |

Le suppléant de Martine Froger est Jean-Pierre Sicre.

#### Résultats par communes de plus de 850 habitants
| Commune              | Lapeyre | Lapeyre | Froger | Froger | Garnier | Garnier | Mascetti | Mascetti | P.    |
| Commune              | #       | %       | #      | %      | #       | %       | #        | %        | P.    |
| -------------------- | ------- | ------- | ------ | ------ | ------- | ------- | -------- | -------- | ----- |
| Foix                 | 345     | 7,97    | 2 530  | 58,42  | 1 353   | 31,24   | 103      | 2,38     | 68,91 |
| Lavelanet            | 141     | 5,60    | 990    | 32,33  | 1 322   | 52,52   | 64       | 2,54     | 57,80 |
| Varilhes             | 83      | 5,02    | 729    | 44,07  | 805     | 48,67   | 37       | 2,24     | 66,24 |
| Tarascon-sur-Ariège  | 76      | 5,94    | 625    | 48,87  | 553     | 43,24   | 25       | 1,95     | 69,08 |
| Verniolle            | 63      | 5,20    | 573    | 47,28  | 552     | 45,54   | 24       | 1,98     | 70,63 |
| Montgailhard         | 50      | 7,04    | 366    | 51,55  | 283     | 39,86   | 11       | 1,55     | 70,54 |
| Saint-Paul-de-Jarrat | 50      | 6,99    | 314    | 43,92  | 328     | 45,87   | 23       | 3,22     | 77,33 |
| Saint-Jean-de-Verges | 27      | 4,61    | 270    | 46,08  | 271     | 46,25   | 18       | 3,07     | 71,25 |
| Ax-les-Thermes       | 30      | 5,05    | 310    | 52,19  | 230     | 38,72   | 24       | 4,04     | 71,69 |
| Rieux-de-Pelleport   | 27      | 4,18    | 251    | 38,85  | 358     | 55,42   | 10       | 1,55     | 70,58 |
| Mercus-Garrabet      | 38      | 5,95    | 307    | 48,04  | 288     | 45,07   | 6        | 0,94     | 72,43 |
| Bélesta              | 17      | 3,11    | 178    | 32,60  | 334     | 61,17   | 17       | 3,11     | 68,59 |
| La Bastide-de-Sérou  | 82      | 14,99   | 298    | 54,48  | 152     | 27,79   | 15       | 2,74     | 76,17 |
| Villeneuve-d'Olmes   | 30      | 5,85    | 171    | 33,33  | 294     | 57,31   | 18       | 3,51     | 68,95 |
| Crampagna            | 26      | 5,62    | 243    | 52,48  | 185     | 39,96   | 9        | 1,94     | 73,99 |

#### Département de l'Ariège
- La fiche de l'INSEE de cette circonscription : « Tableaux et Analyses de la première circonscription de l'Ariège », sur insee.fr, site de l'Institut national de la statistique et des études économiques (consulté le 10 juin 2007) [PDF]
- « Tous les députés du département de l'Ariège depuis 1789 », sur assemblee-nationale.fr, site de l'Assemblée nationale française (consulté le 10 juin 2007)
- « Informations contentieuses sur le département de l'Ariège (Élections législatives de 2002) »(Archive.org • Wikiwix • Archive.is • Google • Que faire ?), sur conseil-constitutionnel.fr, site du Conseil constitutionnel (consulté le 13 juin 2007)

#### Circonscriptions en France
- « Carte des circonscriptions législatives en France », sur assemblee-nationale.fr, site de l'Assemblée nationale française (consulté le 20 juin 2007)
- « Résultats électoraux officiels en France »(Archive.org • Wikiwix • Archive.is • Google • Que faire ?), sur interieur.gouv.fr, site du ministère de l'Intérieur (France) (consulté le 13 juin 2007)
- Description et Atlas des circonscriptions électorales de France sur http://www.atlaspol.com, Atlaspol, site de cartographie géopolitique, consulté le 13 juin 2007.